# Tom Spanbauer
 (septembre 2024).
Si vous disposez d'ouvrages ou d'articles de référence ou si vous connaissez des sites web de qualité traitant du thème abordé ici, merci de compléter l'article en donnant les références utiles à sa vérifiabilité et en les liant à la section « Notes et références ».
Tom Spanbauer est un auteur américain né à Pocatello, dans l'Idaho le 30 juin 1946 et mort le 21 septembre 2024 à Portland (Oregon). 

## Biographie
Élevé dans une famille catholique de fermiers d'origine allemande, il fait ses études supérieures à l'université de l'Idaho avant de les poursuivre quelques années plus tard à l'Université Columbia de New York. Avant de migrer vers la côte Est, il passe trois années au Kenya où il membre du Corps de la Paix. 
De retour à New York, il se marie, divorce, survit grâce à de petits boulots et se consacre à l'écriture de son premier roman, Les Chiens de l'enfer (Faraway Places), paru en 1989. Avec le deuxième, L'Homme qui tomba amoureux de la lune (The Man Who Fell In Love With The Moon), publié en 1991, il fait de son personnage principal un homosexuel fantasque. Le roman obtient un gros succès et est traduit en plusieurs langues.
En 2001, son troisième roman, Dans la ville des chasseurs solitaires (In The City Of Shy Hunters), fait appel à ses propres expériences de provincial, venu du grand ouest à la Grande Pomme, et retrace l'émergence de l'épidémie du SIDA dans le New York des années 1980.
En 2014, I Loved You More (2014) remporte le prix Lambda Literary du meilleur roman gay.
Tom Spanbauer s’installe à Portland en Oregon. Il est par ailleurs l'initiateur du concept de Dangerous Writing avec Peter Christopher, autrement dit de « l’écriture périlleuse », une technique qu'il enseigne et dont Chuck Palahniuk s'est inspiré. 
Tom Spanbauer meurt le 21 septembre 2024 à l'âge de 78 ans.

## Œuvre

### Romans
- Faraway Places (1989) Publié en français sous le titre Les Chiens de l'enfer, traduit par Marie-Lise Marlière, Paris, Gallimard, coll. « Du monde entier », 1989  (ISBN 2-07-071689-9)
- The Man Who Fell in Love with the Moon (1991) Publié en français sous le titre L'Homme qui tomba amoureux de la lune, traduit par Robert Louit, Paris, Stock, coll. « Nouveau Cabinet cosmopolite », 1994  (ISBN 2-234-04329-8) ; réédition, Paris, 10/18, coll. « Domaine étranger » no 3507, 2003  (ISBN 2-264-03568-4)
- In The City Of Shy Hunters (2001) Publié en français sous le titre Dans la ville des chasseurs solitaires, traduit par Brice Matthieussent, Paris, Robert Laffont coll. « Pavillons », 2003  (ISBN 2-221-09562-6)
- Now Is The Hour (2007)
- I Loved You More (2014)